# Johannes de Muris
Johannes de Muris, Jean de Meurs, (* um 1300 in der Normandie; † um 1360) war ein französischer Mathematiker, Astronom, Musiker und Kalenderreformer des Spätmittelalters.

## Leben
De Muris lehrte wahrscheinlich an der Sorbonne in Paris, wo er mindestens seit 1321 Magister war. Seine wissenschaftliche Aktivität ist zwischen 1317 und mindestens 1348 gesichert. Er starb vermutlich um 1360 bzw. nach 1350. 1338 bis 1342 war er einer der Sekretäre des Königs von Navarra. 1344 wurde er Kanonikus in Mézières-en-Brenne.
Johannes de Muris wurde zu einem der einflussreichsten Musiktheoretiker der Ars Nova. Er betrachtete Musik unter mathematischen Aspekten. Seine Hauptwerke waren im Gebiet der Musiktheorie die Musica practica und die Musica speculativa. Hinzu kamen mathematische Schriften wie das Quadripartitum numerorum von 1343 und seine Schrift über die Kalenderreform von 1317. Er engagierte sich mit anderen beim Papst Clemens VI. für eine Kalenderreform: 1344 wurden er und Firmin de Bellevall vom Papst nach Avignon gerufen zwecks Beratung für eine Kalenderreform. Sein elementares Lehrbuch der Arithmetik war bis ins 16. Jahrhundert in Gebrauch. Er schrieb zahlreiche weitere Bücher. Sein mathematisches Hauptwerk ist Quadripartium numerorum (in vier Büchern). Darin werden Dezimalbrüche erwähnt, allerdings nur in einem Spezialfall in Buch 3, dem Ziehen einer Quadratwurzel, und sie werden nicht systematisch entwickelt. Es behandelt Musiktheorie, Mechanik (mit Auszügen aus Archimedes Hydrostatik) und Anwendungen der Arithmetik. In Buch 2 behandelt er quadratische Gleichungen (in Anschluss an al-Chwarizmi und Leonardo von Pisa) und auch spezielle kubische Gleichungen. In seinem Versteil ist es Philippe de Vitry gewidmet.
De Muris trug zur Verbreitung der Alfonsinischen Tafeln bei. 1318 mass er bei Evreux die Schiefe der Ekliptik (und beobachtete die Tagundnachtgleiche) mit einem eigens gebauten Quadranten von 15 Fuß Radius. Er beobachtete auch Konjunktionen und es sind Aufzeichnungen von ihm über weitere astronomische Beobachtungen (wie die Sonnenfinsternis 1337) in Bernay, Fontevrault, Évreux, Paris und Mézières-en-Brenne erhalten in einem Manuskript im Escorial.

## Schriften

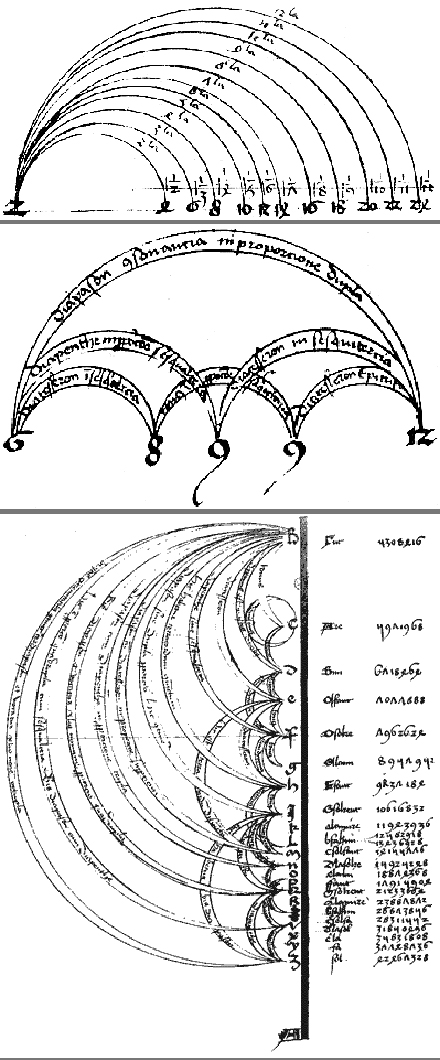
Proportionsschemata aus dem Libellus Cantus Mensurabilis

### Musik
- Musica practica
  - Ulrich Michels Die Musiktraktate des Johannes de Muris, Beihefte zum Archiv für Musikwissenschaft 17, Franz Steiner Verlag 1970 (Notitia artis musicae, Compendium musicae practicae)
- Musica speculativa secundum Boethium abbreviata, Paris, Sorbona (1323) (Kommentar zu Boethius)
  - Christoph Falkenroth Die musica speculativa des Johannes de Muris, Beihefte zum Archiv  für Musikwissenschaft 34, Franz Steiner Verlag 1992
- Ars nove musice, 1319
  - veröffentlicht in Martin Gerbert Scriptores ecclesiastici de musica sacra, III, St. Blasien, 1784 (ebenso wie andere musikalische Schriften wie Musica speculativa). Eine weitere ältere Ausgabe von musikalischen Schriften von Johannes de Muris ist E. De Coussemaker Scriptorum de musica medii aevi nova series, Paris, Band 2, 1867, Band 3 1869
- Libellus cantus mensurabilis
- Questiones super partes musice

### Mathematik und Astronomie
- Canones tabule tabularum (1321), Manuskripte u. a. in Paris, Wien, Erfurt, Brüssel, Berlin (mit Multiplikationstafel für Hexagesimalzahlen für eine Konvertierung der Alfonsinischen Tafeln in dieses Zahlsystem)
  - auch als Tractatus canonum minutiarum philosophicarum et vulgarum, quem composuit Mag. Johannes de Muris  Normannus. 1321
- Quadripartitum numerorum (1343), Manuskripte in Paris, Wien
  - Ausgaben Dissertation von G. l’Huillier, Paris 1979 (nicht veröffentlicht), Teile des 2. Buches in A. Nagl Das Quadripartitum des Ioannes de Muris, Abhandlungen zur Geschichte der Mathematik, Band 5, 1890, S. 135–146, von Buch 3 in L. C. Karpinski The Quadripartitum numerorum of John of Meurs, Bibliotheca Mathematica, Serie 3, Band 13, 1912/13,  S. 99–144, Teil von Buch 4 in Marshall Claggett The science of mechanics in the middle ages, Madison/Wisconsin 1959
- Arithmetica speculativa (um 1343)
  - Ausgabe von Hubert L. L. Busard, Scientiarum historia, Band 13, 1971, S. 103–132
- Figura inveniendi sinus kardagarum (mit Sinustafel nach Al-Zarquali)
  - Ausgabe Maximilian Curtze Urkunden zur Geschichte der Trigonometrie im christlichen Mittelalter, Bibliotheca Mathematica, Serie 3, Band 1, 1900, S. 414–416
- De arte mensurandi (um 1344 vollendet); das Buch enthält Hinweise auf die Kenntnis der Schriften von Archimedes in der Übersetzung von Wilhelm von Moerbeke und außerdem ein Kapitel über die Quadratur des Kreises
  - in Marshall Clagett Archimedes in the Middle Ages, Band 3
- Expositio tabularum Alphonsii
- Ein Buch über die Quadratur des Zirkels ist nicht erhalten, es wird in den Canones Tabule Tabularum von 1321 erwähnt, ebenso wie eine Genealogia Astronomie

### Zeitrechnung
- Epistola super reformatione antiqui kalendarii (1317)
  - Christine Gack-Scheiding: Johannes de Muris Epistola super reformatione antiqui kalendarii. Ein Beitrag zur Kalenderreform im 14. Jahrhundert (= Monumenta Germaniae Historica. Studien und Texte, Bd.11). Hannover 1995
- De regulis computistarum, 1337